# Bundesautobahn 369
De Bundesautobahn 369 (kort BAB369, A369 of 369) is, sinds 1 januari 2019, een Duitse autosnelweg die een verbinding vormt tussen de A36 bij Vienenburg en de B4/B6 bij Bad Harzburg. De snelweg heeft een totale lengte van 4,2 kilometer.

## Verloop
De gehele weg is in het noordelijke Harzvorland in de stadsgebieden van Bad Harzburg en Goslar gelegen. De weg heeft over de hele lengte 2x2 rijstroken met vluchtstroken.
Het traject sluit bij het knooppunt Dreieck Nordharz naadloos aan op het oostelijke traject van de A36 vanuit Wernigerode. Via een TOTSO is deze aan haar noordelijke deel vanuit Braunschweig en Wolfenbüttel aangesloten. De weg voert oostelijk langs het Radauer Holz, waardoor de gelijknamige rivier loopt. In zuidelijke richting hebben de bestuurders een weids uitzicht op de Harz en zijn directe grenslandschap, daarnaast is ook het stadsgebied van Bad Harzburg en enkele omliggende dorpen, in het bijzonder het westelijke gelegen Butterberg, zeer goed te zien. Ook bevindt zich direct ten westen van aansluiting Vienenburg-Süd een gedenksteen voor de voormalige douanepost Lukaszoll. De aansluiting Harlingerode is vanuit beide richtingen bereikbaar, terwijl de aansluiting Vienenburg-Süd alleen van en naar Bad Harzburg bereikbaar is. Bij Dreieck Bad Harzburg gaat de A369 over in de B4, die als stadssnelweg in het stadsgebied van Bad Harzburg en verder dwars door de Harz richting Braunlage en Thüringen voert. Bij het knooppunt mondt vanuit de richting Harlingerode en Goslar de tot snelwegachtige omgebouwde B6 uit op de A369. De spoorlijn Braunschweig - Bad Harzburg verloopt nagenoeg over de gehele lengte parallel tot minder dan 100 meter van het tracé.
Aangrenzende dorpen zijn (vanaf het noorden met de klok mee): Vienenburg, Lochtum, Bettingerode, Westerode, Schlewecke, Radauanger, Harlingerode en Gut Radau.

## Geschiedenis

### Realisering als trajectdeel van de A395
Het nummer A369 baseert zich op een verworpen planning van de A395. 
In de jaren 70 werden plannen gemaakt om de Bundesstraße 4 als Bundesautobahn 369 om te bouwen. Als eerste trajectdeel werd in 1972 de "Randweg Vienenburg" geopend, die zich tussen de huidige aansluitingen Osterwieck en Westerode over een lengte van 5,9 kilometer uitstrekte.
| Trajectdeel                                                   | Lengte | Jaar | Aantal rijstroken | Laatste nummering |
| ------------------------------------------------------------- | ------ | ---- | ----------------- | ----------------- |
| Dreieck Bad Harzburg-Westerode - aansl. Osterwieck/Vienenburg | 5,9 km | 1972 | 2x2 rijstroken    |                   |

Op een ambtelijke netwerkkaart uit 1976 is de A369 op haar huidige tracé als toevoerweg voor Braunschweig ingetekend. Verder te herkennen was de vroegere planning van de A36, die vanaf het huidige knooppunt Dreieck Bad Harzburg een naar het oosten verder lopende traject gepland was. Het tracé liep vanaf de Duits-Duitse grens noordelijk van Eckertal over een ongeveer noordelijk gelegen randweg om Goslar en Lutter am Barenberge tot aan Bockenem en vanaf daar verder naar Hamelen in de richting van Oost-Westfalen. Deze plannen werden echter door een nieuwbouw van de B6 vanaf Goslar tot het zuidelijke einde van de voormalige en huidige A369 vervangen, die tussen 1983 en 1987 gerealiseerd werd. De verlenging richting het oosten werd later verder noordelijk vanaf Dreieck Nordharz door de bouw van de B6n ingevuld.
De kosten voor het trajectdeel tussen aansluiting Harlingerode en aansluiting Vienenburg-Süd bedroegen zich toen op ongeveer 9,3 miljoen Duitse mark, wat nu (2018) omgerekend ongeveer €11,4 miljoen is.
Verder was de verlenging van de A369 naar Braunlage nog voorzien. Al was de B4 eind jaren 70 tot in het stadsgebied van Bad Harzburg naar 2x2 rijstroken uitgebreid, echter werd de verlenging naar het zuiden over Torfhaus naar Braunlage geschrapt. Een verbreding naar 2x2 rijstroken van de B4 vond later plaats echter niet kruisingsvrij noch zonder onderbrekingen.
Het schrappen van de oude plannen van de A36 zorgde voor een hernummering van deze snelweg als zijtak van de in de jaren 80 gebouwde A39. De A369 werd, nadat de A39 gereed, was hernummerd naar A395. Het nummer A395 werd in tegenstelling tot toen gepland alleen toegepast tot Kreuz Braunschweig-Süd. 
Na de Duitse hereniging volgde de succesvolle bouw van de Bundesstraße 6n als oostelijke verlenging richting Bernburg (Saale) in Saksen-Anhalt, het oostelijke deel van de huidige A36. Na de opening op 2 oktober 2001 van de B6n werd het gedeelte van de A395 vanaf Dreieck Nordharz afgewaardeerd en bij de B6 gevoegd.

### Opwaardering naar A369

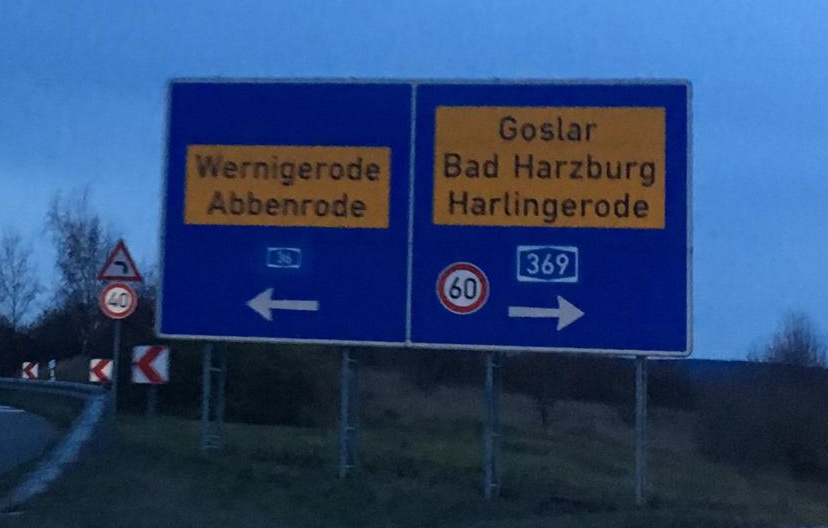
Provisorisch aangepaste bewegwijzering waarbij het nummer B6 is overgeplakt door de schildjes van de A36 en A369. (2018)

Nadat begin 2017, met succes, verschillende partijen in de Harz streefde naar de opwaardering van de B6 tussen Vienenburg en Bernburg naar A36, vroeg de toenmalige Nedersaksische verkeersminister Olaf Lies in september 2017 in een brief aan de toenmalige federale verkeersminister Alexander Dobrindt, net als voor 2001 het afgewaardeerde gedeelte van de A395 tussen Vienenburg en Bad Harzburg weer op te waarderen tot snelweg.
Op 10 januari 2018 kondigde het federale verkeersministerie de opwaardering van het trajectdeel naar A369 aan, die in tegenstelling tot het verleden wezenlijk korter gehouden is en alleen het laatste gedeelte omvat dat niet onder de A36 valt. De "terugnummering" naar A369 is slechts in tweede lijn een stukje historisch besef, maar wordt nu verklaard door de opwaardering van de A36 en de rol van de A369 als zijtak van die snelweg. Na opgave van de Nedersaksische verkeersministerie volgde de opwaardering eind 2018.
Als voorbereiding voor de opwaardering werd de rijbaan van de weg tussen 13 juni 2018 en december 2018 vernieuwd. De portalen voor de bewegwijzering zijn pas na de opwaardering op 1 januari 2018 geplaatst. Op 18 december 2018 bevestigde de Nedersaksische verkeersministerie dat de opwaardering naar de A369 gelijktijdig met de A36 in Nedersaksen en Saksen-Anhalt op 1 januari 2018 plaats zal vinden.

## Galerij

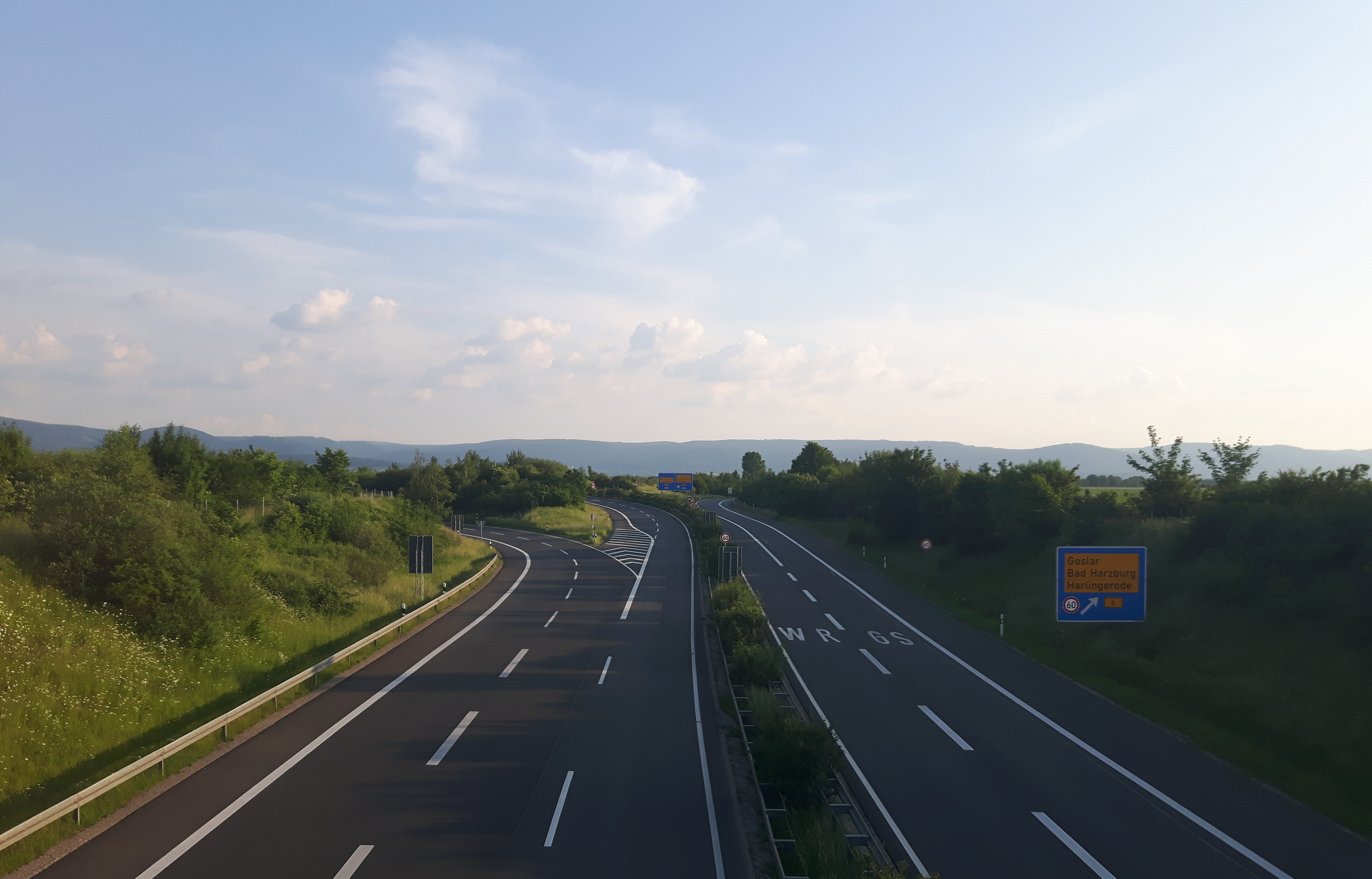
Kort voor de start van de snelweg in Vienenburg (A36). (2016)
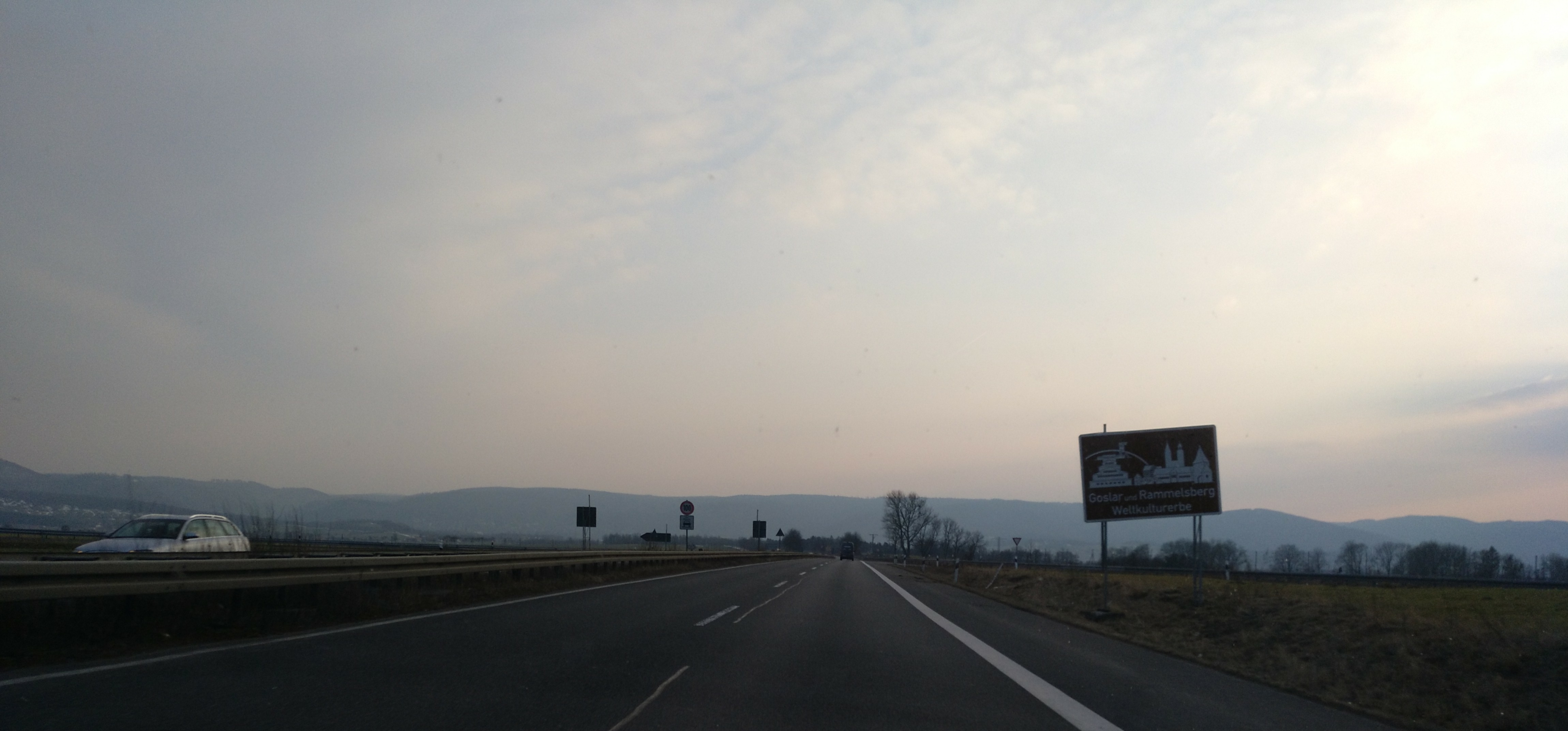
Toeristisch bord "Goslar und Rammelsberg - Weltkulturerbe". (2018)
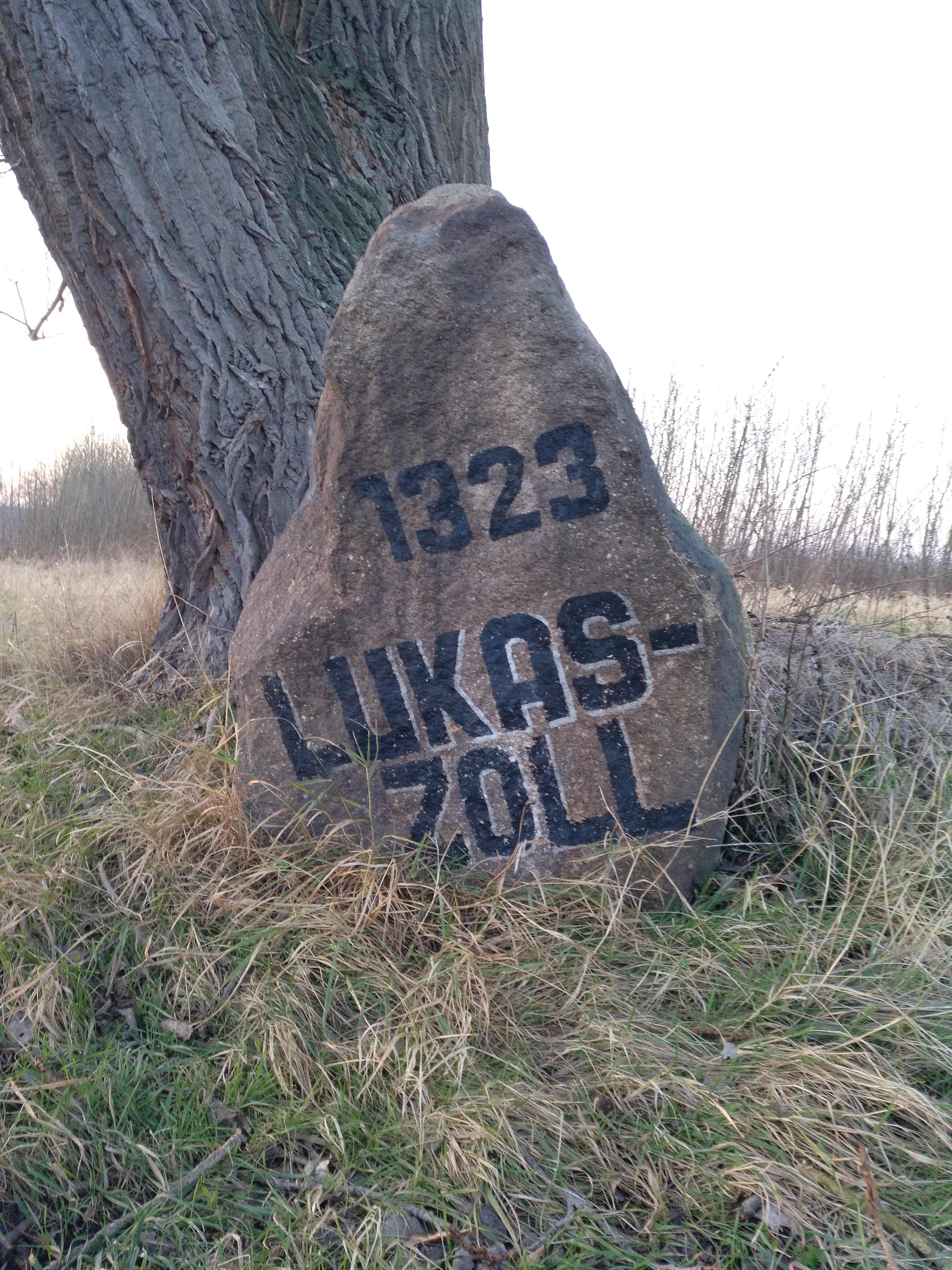
Gedenksteen aan de voormalige douanegebouw Lukaszoll aan de westrand van de weg. (2018)
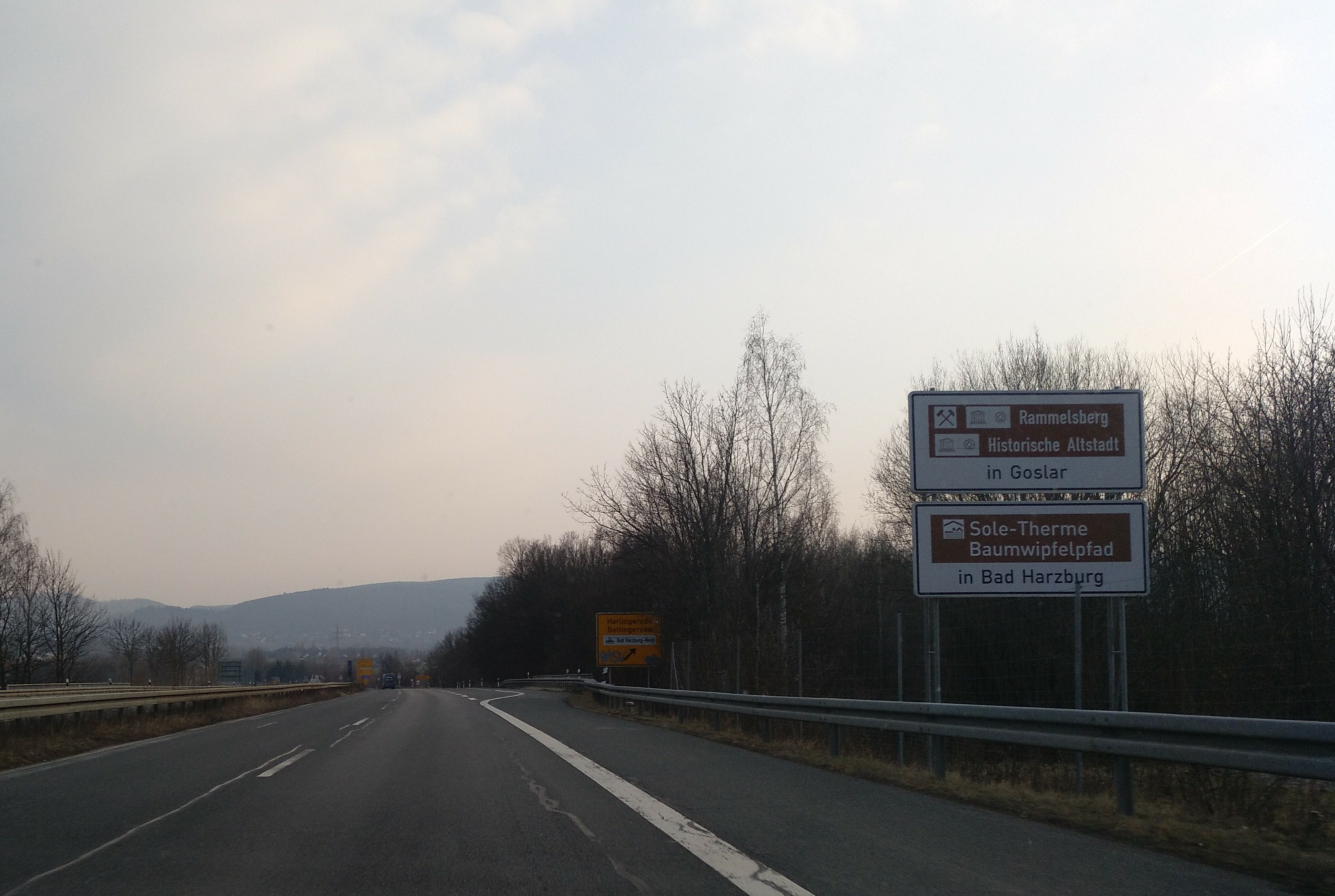
Toeristische bewegwijzering bij aansluiting Harlingerode. (2018)